# Norsel Bank
Koordinaten: 71° 15′ S, 11° 42′ W
Die Norsel Bank (englisch) ist eine Bank im Südlichen Ozean. Sie liegt vor der Prinzessin-Martha-Küste des ostantarktischen Königin-Maud-Lands in einer Meerestiefe von rund 100 m.
Die Benennung erfolgte auf Vorschlag des Vermessungsingenieurs und Glaziologen Heinrich Hinze vom Alfred-Wegener-Institut. Namensgeber ist das norwegische Expeditionsschiff MV Norsel.